# Giez (Haute-Savoie)
Giez település Franciaországban, Haute-Savoie megyében. Lakosainak száma 569 fő (2022. január 1.). Giez Jarsy, Doussard és Faverges-Seythenex községekkel határos.

## Népesség
A település népességének változása:
| Lakosok száma | 567  | 554  | 556  | 541  | 532  | 525  | 540  | 554  | 569  |
|               | 2013 | 2015 | 2016 | 2017 | 2018 | 2019 | 2020 | 2021 | 2022 |